# Atriu

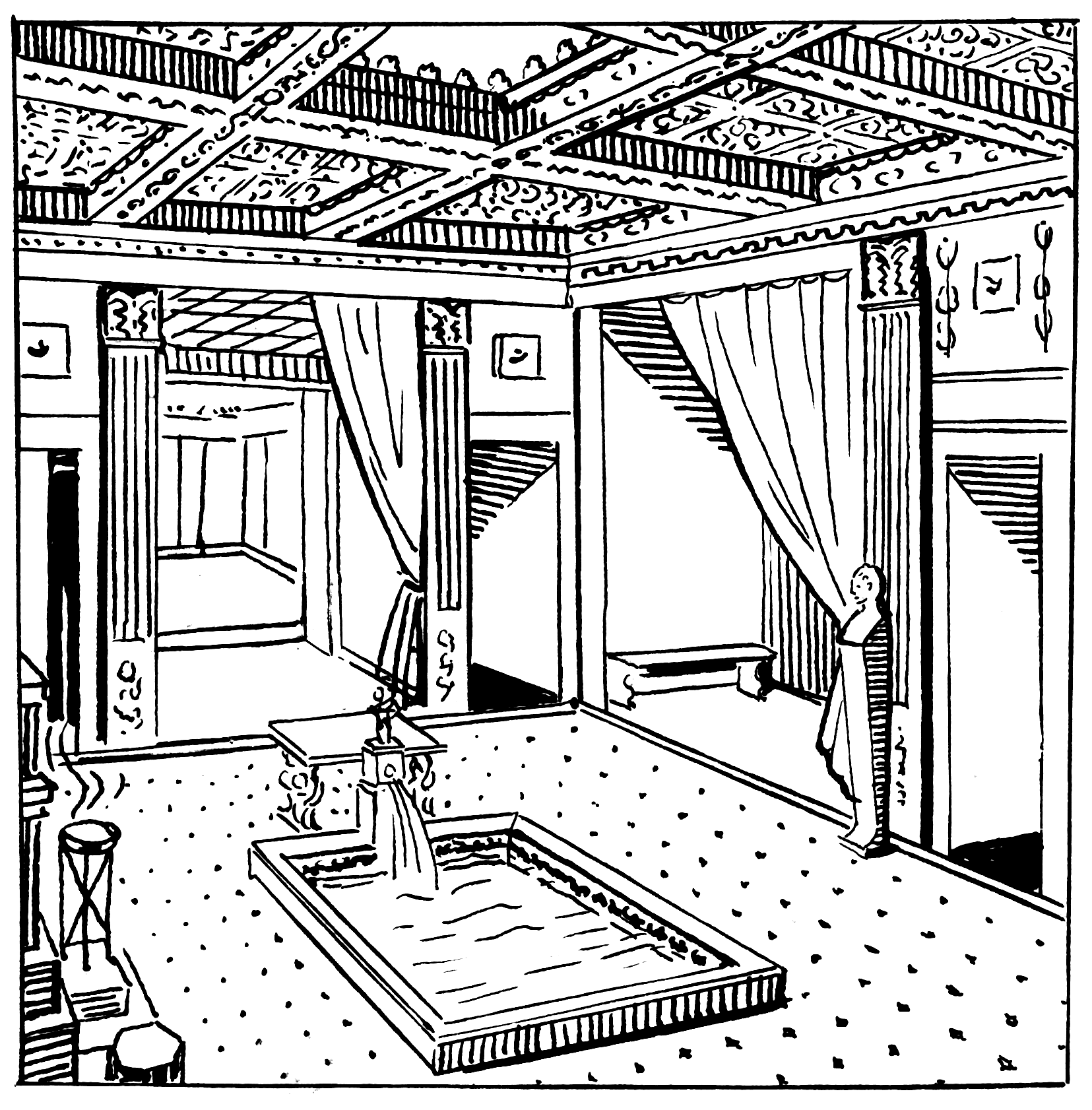
Atrium roman cu fântână și bazin.

Atriu sau atrium (plural în română: atrii, respectiv atriumuri, în latină: atrium, iar la plural în latină: atria) era, la etrusci și în Roma Antică, încăperea centrală a clădirii.
Era partea clădirii deschisă oaspeților, clienților și vizitatorilor. Potrivit unei teorii admise de cei mai mulți istorici, atriumul era în Roma primitivă o curte înconjurată de clădiri, precedând încăperea de locuit a stăpânului casei.

## Etimologie
Cuvântul atrium ar veni de la orașul Adria, potrivit lui Varro, confirmat de Paul Diacre.
O altă teorie avansează ideea că substantivul atrium este un derivat al adjectivului latin ater, care semnifică „negru”, „închis la culoare”, „întunecat”și sugerează că atriumul primitiv era încăperea unică a casei, în care se pregătea mâncarea, producându-se, în acest fel, această înnegrire a pereților și a plafonului.

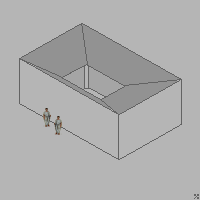
Un atrium impluvium, unde apa de ploaie se scurgea spre interior.

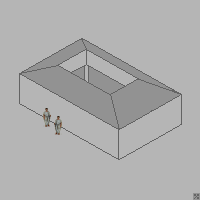
Un atrium displuvium, unde apa de ploaie se scurgea spre exterior.

## Atrium preroman
Etruscii posedau în fața caselor lor gentilices, o încăpere denumită atrium tuscanicum sau „toscan” (de către autorii latini). Acesta precede, la etrusci, accesul  în încăperea de primire  a stăpânului casei, care cuprindea patul și capela stramoșilor, tablinum. Mai multe morminte etrusce de la Banditaccia scot în evidență detaliile (ferestre, uși și pinionul lor dințat) întrucât ele reproduceau detalii din viața anterioară morții defunctului pentru a-l însoți în călătoria spre lumea cealaltă.
Dacă atrium tuscanicum cuprindea deja un compluvium și un impluvium pentru a colecta apa de ploaie, nu este scos în evidență nici reprodus pe plafoanele atriilor mormintelor în timp ce bolțile camerelor funerare simulează cele două pante ale acoperișului și olanele văzute din interior (columen).

## Atrium roman clasic
În general este vorba despre o vastă încăpere acoperită, pătrată sau dreptunghiulară (cavaedium). Acoperișul său este deschis la centru, un bazin (impluvium), uneori prevăzut cu un jet de apă, se afla sub această deschidere și colecta apa de ploaie venită de la compluvium, care era apoi condusă spre o cisternă. Puteau fi și atrii alungite sau circulare, mai mult sau mai puțin frumoase, după cât de importantă era casa. Unele case posedau mai multe atrii. Pereții atriului erau placați adesea cu marmură până la înălțimea de sprijin și decorați cu fresce. Stemmata imaginum (arborii genealogici familiali), tabelele zeităților patronale și hospitium, precum și arhivele familiale erau păstrate în această încăpere.
Existau patru tipuri de atriumuri:
- atrium tuscanicum (toscan) era format din patru grinzi care se întretăiau două câte două în unghi drept, având capetele fixate în ziduri; în mijloc rămânea o pare descoperită;
- atrium testudinatus era format dintr-un acoperiș mare care se asemăna cu o carapace de broască țestoasă, de unde și numele[7]; lumina zilei trecea pe dedesupt;
- atrium tetrastylus (cu patru coloane) se asemăna cu atriul toscan, însă o coloană susținea fiecare punct de intersecție al grinzilor;
- atrium corinthiacus (corintian) era cel mai vast, compus din porticuri în colonade de ordin corintic.

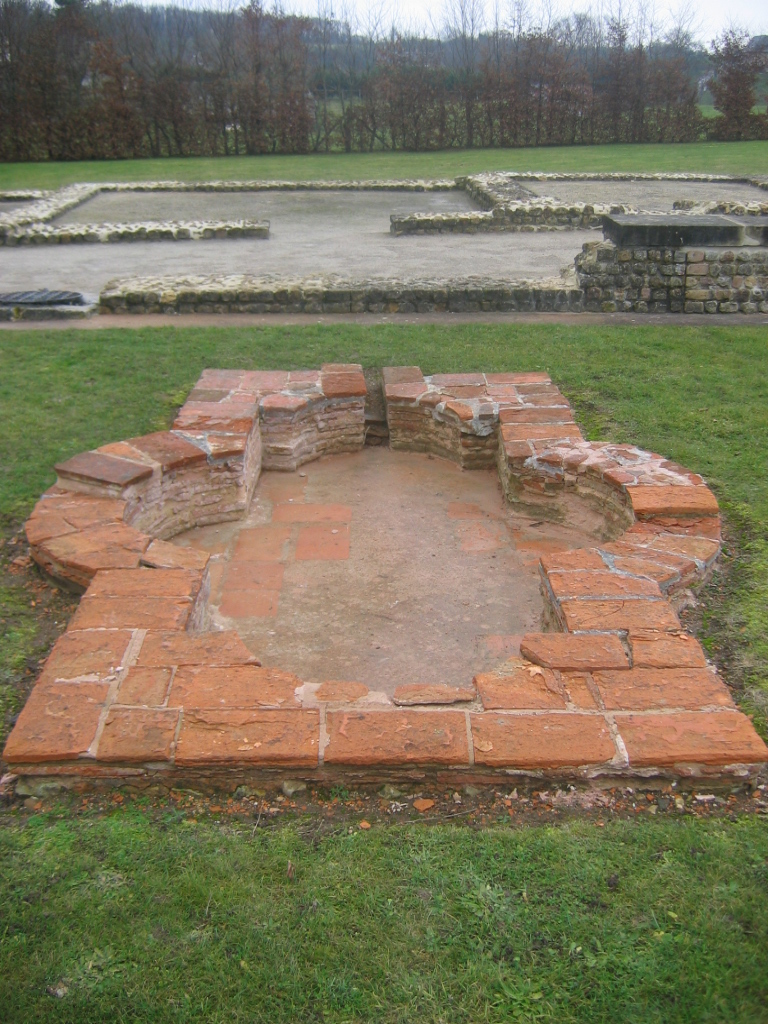
Impluvium de la villa suburbană din Vieux-la-Romaine, Basse-Normandie

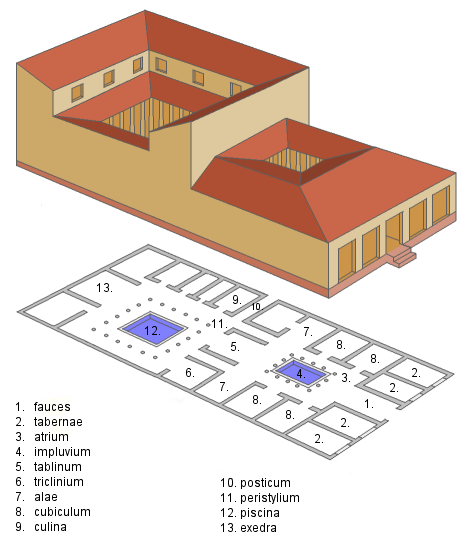
Domus Romana cu atrium corintian (în latină: atrium corinthiacus)

Atriumul desemna și o curte înconjurată de porticuri în fața unui templu sau  în fața unui edificiu public. La Roma existau Atrium regium, cel al Libertății, Auctionarium, cel al zeului Apollo palatin, în fața templului acestui zeu pe muntele Palatin. Era de o foarte mare frumusețe, în întregime din marmură albă și din marmură din Africa, cu un mare număr de statui ecvestre și pedestre.

## Evoluția postromană
În bazilica creștină, atriumul era incinta exterioară, piața din fața bisericii. La biserica  primitivă Sfânta Sofia din Constantinopol, atriumul, pavat cu marmură, cuprindea un bazin de jasp cu jet de apă în mijloc.
În bazilica primitivă Sfântul Petru din Roma, atriumul era singura parte a bazilicii în care persoanele nebotezate încă (catehumenii) puteau accede (navele centrale/interne/externe fiind rezervate credincioșilor botezați).
În palatele regilor din Evul Mediu atriumul era un corp reprezentativ de clădiri, fiind destinat recepțiilor publice.